# Parti travailliste américain
Ne pas confondre avec le Parti travailliste américain fondé en 1932 et dissous en 1935.

Le Parti travailliste américain (en anglais American Labor Party) (ALP), est un parti politiqueaméricain créé en 1936 et actif presque exclusivement dans l'État de New York. Le parti est dissous en 1956.

## Histoire
Le Parti travailliste américain a été créé en 1936 par les dirigeants syndicaux Sidney Hillman (en) et David Dubinsky (en), ainsi que par des démocrates libéraux et des socialistes de longue date, et il entretenait des liens étroits avec les syndicats. Le parti a soutenu le New Deal du président Franklin D. Roosevelt et a apporté son soutien aux candidats démocrates ou républicains qui soutenaient la législation sociale libérale. Le parti a recueilli plus de 270 000 voix en faveur de Roosevelt lors de l'élection présidentielle de 1936 et a contribué à la réélection de Fiorello La Guardia au poste de maire de New York en 1937. Il a également soutenu la candidature de Roosevelt à l'élection présidentielle de 1940 et 1944.
Dès le début, des luttes de factions ont opposé l'aile gauche et l'aile modérée du Parti travailliste américain. Les communistes avaient infiltré le parti et, lors de la convention de 1940, ils ont organisé une émeute pour protester contre l'approbation de Roosevelt. Lorsque les communistes ont pris le contrôle du parti lors des primaires de 1944, Dubinsky et d'autres fondateurs du parti se sont retirés et ont créé le parti libéral. Le Parti travailliste américain soutenait la candidature de Henry A. Wallace à l'élection présidentielle de 1948 et a recueilli plus de 500 000 voix en sa faveur, mais son soutien à Wallace fait fuir de plus en plus d'électeurs des rangs du parti. Le comité de l'État de New York du Parti travailliste américain vote la dissolution du parti après 20 ans d'existence ; il n'est plus en mesure de concilier les différences personnelles et politiques au sein de ses rangs.